# Soues (Altos Pirenéus)
Soues é uma comuna francesa na região administrativa de Occitânia, no departamento dos Altos Pirenéus. Estende-se por uma área de 3,9 km². Em 2010 a comuna tinha 3 128 habitantes (densidade: 802,1 hab./km²).